# رییولا
رِیْیُولا (سوئدی: Grejus) ناحیه ای است که در بخش اصلی غربی هلسینکی فنلاند واقع شده و از سه زیر ناحیه تشکیل شده‌است: لااکسو، روسکیاسوو و می‌لاهتی.
از سال ۲۰۰۵، رِیْیُولا دارای ۱۵۰۹۰ نفر جمعیت در مساحتی برابر با ۴٫۳۴ کیلومتر مربع است.